# Excoriation

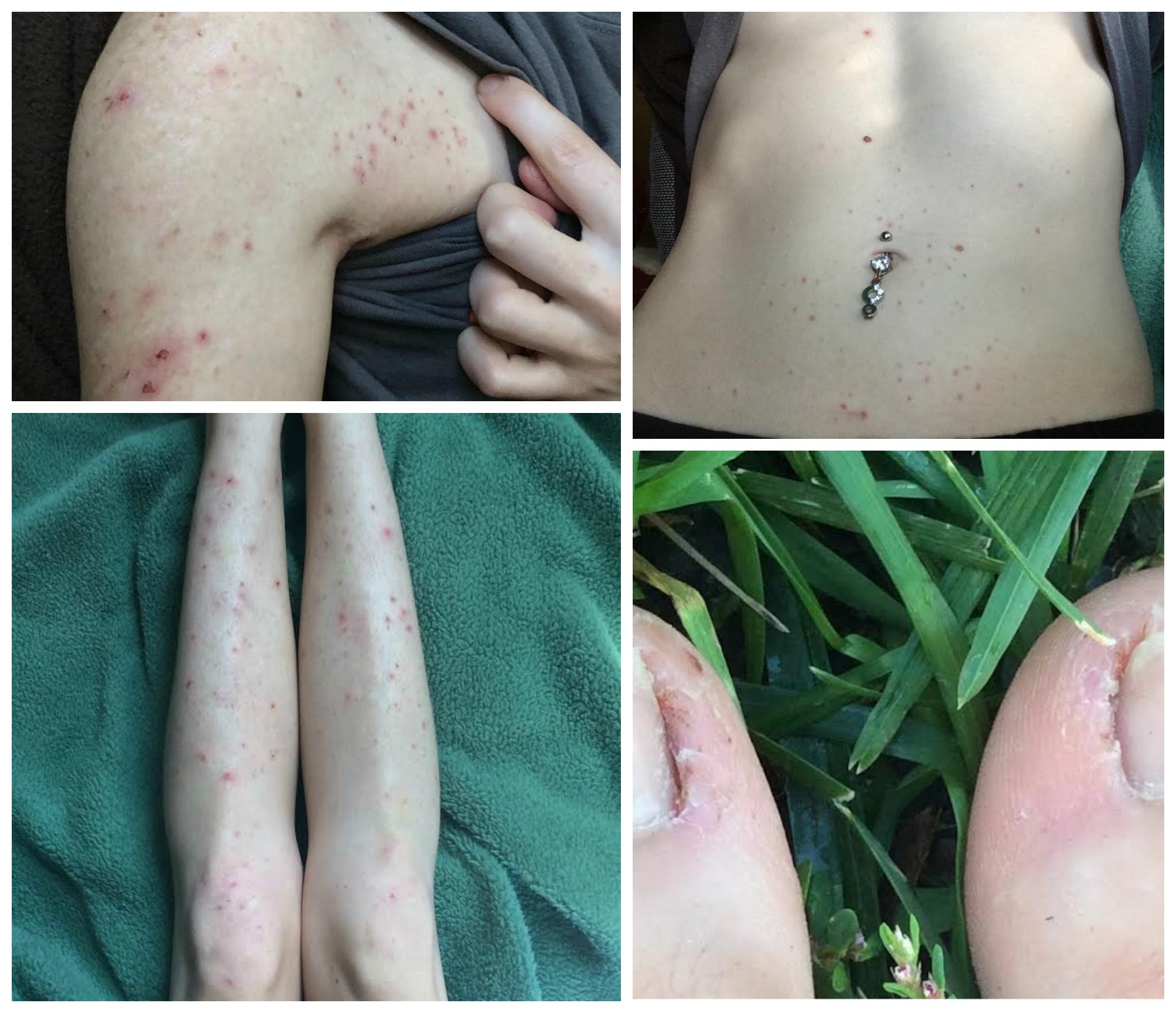
Excoriations de dermatillomanie évoluant sur une période de 7 ans chez une même patiente.

L'excoriation est une écorchure extrêmement superficielle de la peau ou d'une zone de transition entre peau et muqueuse (marge anale par exemple). Elle ne concerne que les couches superficielles de la peau, en l'occurrence l'épiderme provoquant l'apparition de régions dénudées. Elle est le plus généralement causée par le grattage. Les excoriations cutanées s'observent simplement quand une personne s'entame légèrement la peau avec ses ongles en se grattant trop fortement. Les excoriations surviennent à la suite d'une maladie prurigineuses (démangeaisons) ou non.

## Maladies associées
La multiplicité des excoriations, sans prurit sous-jacent, chez une même personne et leur permanence sur une longue période est le plus souvent liée à une trouble du comportement dénommé acné excoriée ou dermatillomanie ou trouble d'excoriation ou encore acné excoriée des jeunes filles,,.
Les excoriations récentes peuvent être le symptôme cutané résultant d'un prurit causé par une maladie de Hodgkin, d'une insuffisance rénale chronique, de certains ictères.